# Santa María de Mercadillo
Santa María de Mercadillo är en ort i Spanien.   Den ligger i provinsen Provincia de Burgos och regionen Kastilien och Leon, i den centrala delen av landet, 160 km norr om huvudstaden Madrid. Santa María de Mercadillo ligger 961 meter över havet och antalet invånare är 162.
Terrängen runt Santa María de Mercadillo är platt åt sydväst, men åt nordost är den kuperad. Runt Santa María de Mercadillo är det mycket glesbefolkat, med 5 invånare per kvadratkilometer. Närmaste större samhälle är Caleruega, 7,2 km sydost om Santa María de Mercadillo. Trakten runt Santa María de Mercadillo består till största delen av jordbruksmark.